# Eduardo Gurbindo
Eduardo Gurbindo Martínez, född 8 november 1987, är en spansk handbollsspelare, som spelar som högernia.

## Klubbkarriär
Gurbindo spelade först i sin hemstad Pamplona med Portland San Antonio,för vilken han gjorde sin debut i EHF Champions League 2006-2007. Han blev tvåa i ligan som avbytare  i A-laget. Från 2007 spelade han för BM Torrevieja i två år innan han flyttade till BM Valladolid 2009, där han återigen var aktiv i högsta ligan. Sommaren 2012 skrev han på ett kontrakt med FC Barcelona, med vilket han vann många spanska titlar, inklusive fyra mästerskap och 2015 EHF Champions League. Sommaren 2016 startade han en karriär i franska HBC Nantes.  I Champions League 2017-2018 förlorade hans Nantes i den helt franska finalen  mot Montpellier HB. 
Inför säsongen 2021-2022 skrev Gurbind, som är gift med en nordmakedonska, på ett treårskontrakt med nordmakedonska  RK Vardar i Skopje. I september 2021 skrev han på ett tvåårskontrakt med rumänska Dinamo București.

## Landslagskarriär
Eduardo Gurbindo spelar sedan 2009 i spanska landslaget först vid EM 2010 och sedan i VM 2011 då han vann en bronsmedalj efter seger över Sverige i bronsmatchen. Vid EM 2012 kom han på fjärde plats och spelade sedan i herrarnas turnering i handboll vid olympiska sommarspelen 2012 i London men Spanien kom bara på sjunde plats. I hemma VM 2013 i Spanien då Spanien blev världsmästare tillhörde han inte truppen. Ett år senare vann han brons vid EM 2014 i Danmark. Han spelade också EM 2016 med ett silver som resultat och VM  2017. 2018 blev han europamästare i Kroatien efter finalseger över Sverige. 2020 vann han en bronsmedalj vid herrarnas turnering i handboll vid olympiska sommarspelen 2020. Han har fram till efter OS 2020 spelat 122 landskamper och har noterats för 167 mål.

## Meriter med klubbar i urval
- Vinnare Liga ASOBAL: 2013, 2014, 2015 och 2016
- Vinnare cup ASOBAL: 2013, 2014, 2015 och 2016
- Vinnare EHF-Champions-League 2015
- Finalist EHF Champions League 2013 och 2018